# Antonio Mairal
Antonio Mairal Perallos (Baracaldo, 2 de julio de 1891 - Prisión-Seminario de Orihuela, 15 de julio de 1939) fue un moldeador metalúrgico, sindicalista y político socialista español, asesinado en la prisión-seminario de Orihuela al finalizar la Guerra Civil.

## Biografía
Trabajó como moldeador en Altos Hornos de Vizcaya, incorporándose a la actividad sindical desde muy joven. Ya en 1911 acudió como delegado de la Sociedad de Moldeadores Modelistas al congreso de la Unión General de Trabajadores. Víctima de la represión durante la Restauración por sus actividades sindicales, marchó a Madrid incorporándose al Partido Socialista Obrero Español (PSOE) en 1917. De 1920 a 1924 se estableció como escribiente en la zona de Navarra y las provincias vascas, participando en la constitución de sindicatos obreros en Tolosa y dirigiendo el Sindicato de Papeleros de la región Vasco-Navarra. Fue también candidato del PSOE por Valmaseda a la diputación de Vizcaya, sin resultar elegido.
De regreso a Madrid, sus estudios de peritaje mercantil que había realizado desde joven tras la jornada laboral, le permitieron ser profesor de la escuela técnica del sindicato metalúrgico de la UGT en la capital de España. Fue entonces también cuando empezó a colaborar con El Socialista, bajo el pseudónimo de Lariam. De 1925 a 1931 desarrolló una intensa actividad sindical en Madrid, asistiendo a los congresos ugetistas de 1928 y 1932 en representación de los obreros metalúrgicos de Palma de Mallorca, Vitoria y Villarreal.
Con la proclamación de la Segunda República en abril de 1931 incrementó su compromiso político. Fue candidato del PSOE por circunscripción de Almería en las elecciones generales de 1931, sin resultar elegido. En el período republicano accedió a la secretaría general de la Agrupación Socialista Madrileña, participando como delegado de la misma en el congreso socialista de 1931, y a la comisión ejecutiva nacional de UGT. Fue elegido diputado a Cortes en las elecciones de 1933 por la circunscripción de Madrid capital. Permaneció en la capital de España al estallar la Guerra Civil, siendo comisario de la Subsecretaría de Armamento. Cuando la capitalidad de la República se trasladó a Valencia, se incorporó como jefe de la Junta de Compras de Material del ministerio de Defensa Nacional. Hacia el final de la guerra se dirigió a Alicante, tratando de exiliarse saliendo desde el puerto de la ciudad en los últimos días de marzo de 1939, siendo detenido junto a su esposa, Victoriana Herrero Barroso, también militante socialista. Trasladado a la Prisión-Seminario Diocesano de San Miguel en Orihuela, entonces habilitado como campo de concentración de detenidos, fue asesinado en las inmediaciones del recinto en aplicación de la llamada ley de fugas. Ya muerto, siguió siendo víctima de la represión franquista al ser encausado por la Ley de Responsabilidades Políticas, siendo investigado su patrimonio (una vivienda en Madrid, adquirida mediante hipoteca) con el fin de ser confiscado por la recién impuesta Dictadura.